# Пудер за тело
Пудер за тело је генерички назив за алтернативу талку. Обично се прави од комбинације брашна тапиоке, пиринчаног брашна, кукурузног скроба, каолина, скроба од ризома биљака и/или праха корена ириса, али се могу користити и други прахови. Поред тога, могу се додати агенси који апсорбују воду и везују воду као што је полиакриламид.

## Примена
Пудер за тело се наноси на цело тело, али најчешће на ноге. Пре наношења пудера врши се припрема коже. То подразумева пилинг, бријање длачица, туширање, наношење хидрантне креме за тело. За прикривање вена преко хидратантне креме наноси се силиконска подлога, која ће мало замаскирати ове неравнине и кожу учинити нешто глаткијом. Пудер у праху наноси се великом четком. Добар помоћник у наношењу пудера су и четкице за шминкање. Оне се користе ако треба да се на неким местима појача покривна моћ, где су вене или капилари видљивији. Ако је површина већа, треба већа четкица, а ако је површина мања, неопходна је мања четкица. Пудер треба добро да се осуши да се не би упрљала гардероба.

## Врсте
Пудер за тело се испоручује у праху, у спреју, различитих састава, мириса, и у различитим нијансама прилагођеним бојама коже тела, чак и флуоресцентни. Гушћи је од пудера за лице.

## Предности
Пудер за тело изједначава тон коже, изглађује несавршености и даје кожи природан тен или дубљу боју. Креме за самопотамњивање се најчешће тешко наносе и морају се наносити више пута за видљиве резултате, а често могу дати и погрешну нијансу. Ове креме се и тешко скидају и често остављају неуједначен тен јер се не скидају подједнако.
Пудер за тело је једноставан за наношење, длановима и масажом, без трагова, лаган, влажи и лако покрива целу површину. Скида се веома једноставно, најобичнијим туширањем са купком за тело, а може се уклонити и производима који се користе за скидање шминке и чишћење лица.
Професионална шминкерка Карол Маки изјавила је да "пудер за тело изједначава тен, изглађује несавршености и даје природну препланулост или јачу боју кожи", као и да је он попут "невидљивог савршеног пара чарапа за цело тело". Уз то је једноставан за наношење, без трагова, лаган, хидрира кожу и лако прекрива целу површину тела.